# Conde de Viana (da Foz do Lima)

Armas de D. Álvaro Pires de Castro, 1.º Conde de Viana (da Foz do Lima).

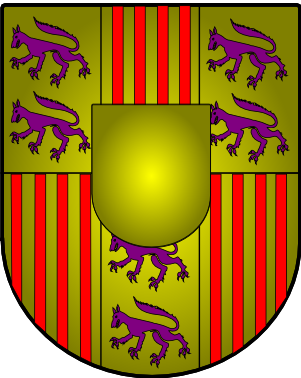
Armas do 2.º e 3.º Condes de Viana (da Foz do Lima).

Conde de Viana (da Foz do Lima) (hoje conhecida por Viana do Castelo) foi um título nobiliárquico atribuído a Álvaro Pires de Castro, irmão de D. Inês de Castro, por carta de D. Fernando I datada de 1 de Junho de 1371. D. Álvaro foi também 1º Conde de Arraiolos e 1.º Condestável de Portugal.
O Condado vagou para a coroa com a morte de D. Álvaro, voltando a ser otorgado a D. Duarte de Meneses por carta de 6 de Julho de 1446 (D. Duarte I) por troca com o condado de Viana (do Alentejo) que regressou à coroa. Entretanto, o condado de Viana (da Foz do Lima) foi depois herdado por seu filho, D. Henrique de Meneses.

## Lista dos Condes de Viana (da Foz do Lima)
1. Álvaro Pires de Castro (c.1310-1384), foi também 1.º Conde de Arraiolos e Condestável de Portugal
2. Duarte de Meneses (1414-1464), foi também 3.º Conde de Viana (do Alentejo)
3. Henrique de Meneses (c.1450- ? ), foi também 4.º Conde de Viana (do Alentejo) e 1.º Conde de Loulé